# 엔다 케니

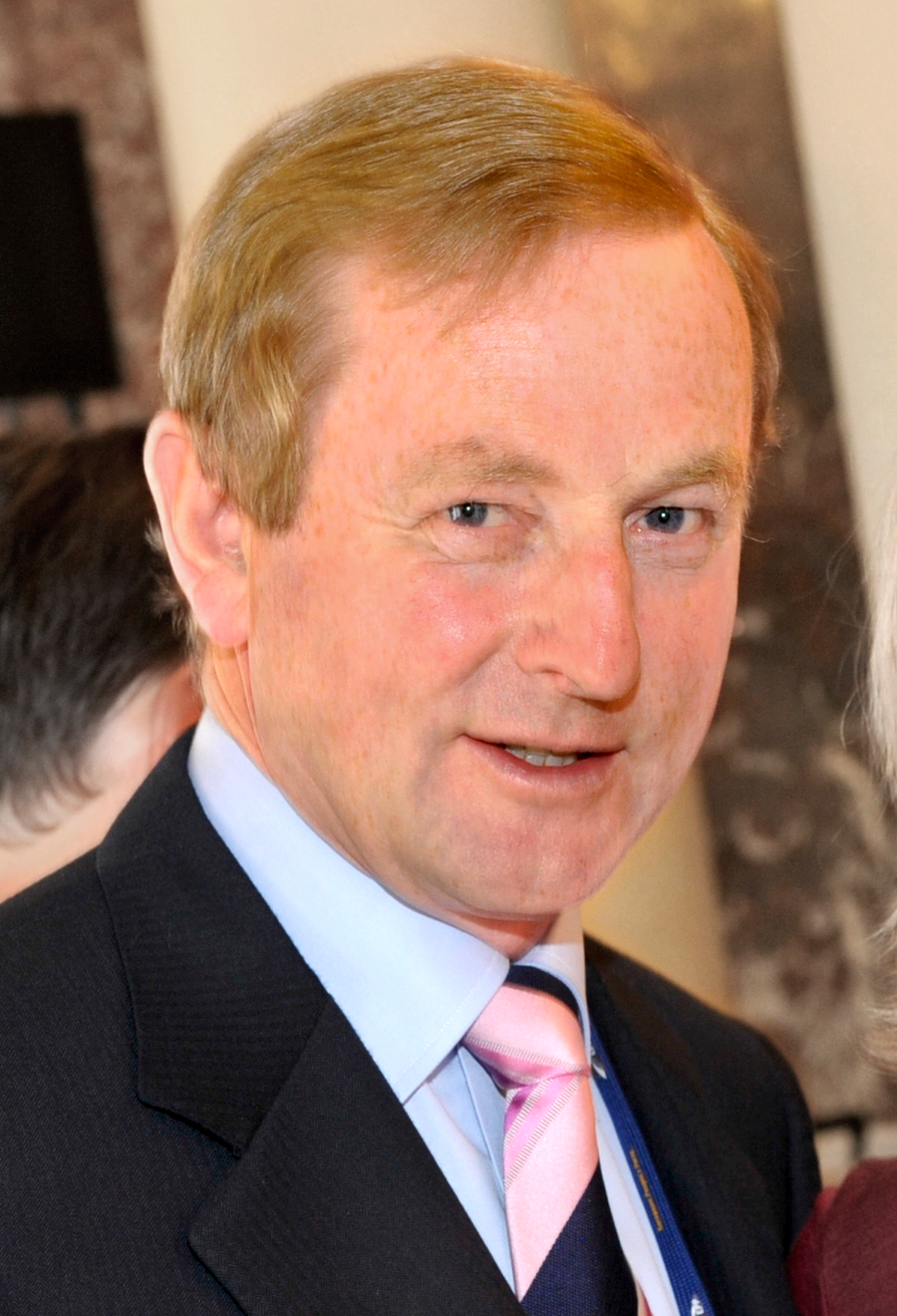
엔다 케니

엔다 케니(영어: Enda Kenny, 아일랜드어: Éanna Ó Coinnigh, 1951년 4월 24일 ~ )는 아일랜드의 정치인이다. 2002년부터 2011년까지 아일랜드의 제1야당이었던 통합 아일랜드당의 대표직을 맡았으며, 2011년 3월 9일부터 2017년 6월 14일까지 총리를 역임했다.
메이요주에서 태어났으며, 골웨이의 아일랜드 국립대학교를 졸업하였고 교사로 근무했다. 부친인 헨리 케니는 통합 아일랜드당 소속 하원 의원이었는데, 1975년 부친의 사망 후 지역구 의원직을 이어받은 뒤부터 계속 하원 의원으로 재직했다.
1986년 2월 13일부터 1987년 1월 21일까지 아일랜드 청소년부 장관, 1994년 12월 15일부터 1997년 6월 26일까지 아일랜드 관광무역부 장관을 역임했으며 2002년 6월 5일부터 2011년 3월 9일까지는 통합 아일랜드당 대표직을 맡았다.
2007년-2008년 세계 금융 위기의 여파로 인한 아일랜드 구제 금융 사태가 일어난 이후에는 당시 아일랜드의 여당으로 있던 피아나 페일의 정책을 강하게 비난하며 조기 총선 실시를 주장했다.
2011년 2월 25일에 치러진 조기 총선에서 통일 아일랜드당이 가장 많은 의석을 확보하면서 새 정부를 구성하여 3월 9일에 아일랜드의 총리로 취임하였다. 2016년 5월 6일부터 2017년 6월 14일까지 아일랜드 국방부 장관을 역임했다.